# Андреа Барцальї
Андреа Барцальї (італ. Andrea Barzagli, * 8 травня 1981, Ф'єзоле) — італійський футболіст, що грав на позиції захисника, насамперед за «Ювентус» і національну збірну Італії.
У складі збірної — чемпіон світу.

## Клубна кар'єра
Вихованець футбольної школи клубу «Рондінелла». Дорослу футбольну кар'єру розпочав 1998 року в основній команді того ж клубу, в якій провів два сезони, взявши участь у 51 матчі чемпіонату. 
Згодом з 2000 по 2004 рік грав у складі команд клубів «Пістоєзе», «Асколі» та «К'єво».
Своєю грою за останню команду привернув увагу представників тренерського штабу клубу «Палермо», до складу якого приєднався 2004 року. Відіграв за клуб зі столиці Сицилії наступні чотири сезони своєї ігрової кар'єри. Більшість часу, проведеного у складі «Палермо», був основним гравцем захисту команди.
2008 року переїхав до Німеччини, уклавши контракт з клубом «Вольфсбург», у складі якого провів наступні три роки своєї кар'єри гравця. Граючи у складі «Вольфсбурга» також здебільшого виходив на поле в основному складі команди. За цей час виборов титул чемпіона Німеччини.
2011 року повернувся до Італії, ставши гравцем клубу «Ювентус». За наступні 8,5 років відіграти за «стару синьйору» 281 матч в усіх турнірах, після чого влітку 2019 року завершив професійну ігрову кар'єру.

## Виступи за збірні
Протягом 2002–2004 років залучався до складу молодіжної збірної Італії. На молодіжному рівні зіграв у 23 офіційних матчах.
2004 року дебютував в офіційних матчах у складі національної збірної Італії. Наразі провів у формі головної команди країни 27 матчів. 
У складі збірної був учасником чемпіонату світу 2006 року у Німеччині, здобувши того року титул чемпіона світу, чемпіонату Європи 2008 року в Австрії та Швейцарії.
Переїхавши до Німеччини у 2008, припинив викликатися до лав національної команди. Однак з поверненням до Італії знову почав потрапляти до поля зору тренерського штабу «лазурових». До припинення виступів у національній команді у 2017 відіграв у її формі 73 гри.
| Дата       | Місто             | Господарі          | Результат               | Гості                | Турнір                | Голи | Примітки |
| ---------- | ----------------- | ------------------ | ----------------------- | -------------------- | --------------------- | ---- | -------- |
| 17/11/2004 | Мессіна           | Італія             | 1 – 0                   | Фінляндія            | товариський матч      | -    |          |
| 30/03/2005 | Падуя             | Італія             | 0 – 0                   | Ісландія             | товариський матч      | -    |          |
| 08/06/2005 | Торонто           | Італія             | 1 – 1                   | Сербія та Чорногорія | товариський матч      | -    |          |
| 11/06/2005 | Нью-Йорк          | Італія             | 1 – 1                   | Еквадор              | товариський матч      | -    |          |
| 17/08/2005 | Дублін            | Ірландія           | 1 – 2                   | Італія               | товариський матч      | -    |          |
| 07/09/2005 | Мінськ            | Білорусь           | 1 – 4                   | Італія               | Відбір до ЧС 2006     | -    |          |
| 16/11/2005 | Женева            | Італія             | 1 – 1                   | Кот-д'Івуар          | товариський матч      | -    |          |
| 02/06/2006 | Лозанна           | Італія             | 0 – 0                   | Україна              | товариський матч      | -    |          |
| 26/06/2006 | Кайзерслаутерн    | Італія             | 1 – 0                   | Австралія            | ЧС 2006 - 1/8 фіналу  | -    |          |
| 30/06/2006 | Гамбург           | Італія             | 3 – 0                   | Україна              | ЧС 2006 - чвертьфінал | -    |          |
| 02/09/2006 | Неаполь           | Італія             | 1 – 1                   | Литва                | Відбір до ЧЄ 2008     | -    |          |
| 06/09/2006 | Париж             | Франція            | 3 – 1                   | Італія               | Відбір до ЧЄ 2008     | -    |          |
| 15/11/2006 | Бергамо           | Італія             | 1 – 1                   | Туреччина            | товариський матч      | -    |          |
| 02/06/2007 | Торсгавн          | Фарерські острови  | 1 – 2                   | Італія               | Відбір до ЧЄ 2008     | -    |          |
| 22/08/2007 | Будапешт          | Угорщина           | 3 – 1                   | Італія               | товариський матч      | -    |          |
| 08/09/2007 | Мілан             | Італія             | 0 – 0                   | Франція              | Відбір до ЧЄ 2008     | -    |          |
| 12/09/2007 | Київ              | Україна            | 1 – 2                   | Італія               | Відбір до ЧЄ 2008     | -    |          |
| 13/10/2007 | Генуя             | Італія             | 2 – 0                   | Грузія               | Відбір до ЧЄ 2008     | -    |          |
| 17/11/2007 | Глазго            | Шотландія          | 1 – 2                   | Італія               | Відбір до ЧЄ 2008     | -    |          |
| 06/02/2008 | Цюрих             | Італія             | 3 – 1                   | Португалія           | товариський матч      | -    |          |
| 26/03/2008 | Ельче             | Іспанія            | 1 – 0                   | Італія               | товариський матч      | -    |          |
| 30/05/2008 | Флоренція         | Італія             | 3 – 1                   | Бельгія              | товариський матч      | -    |          |
| 09/06/2008 | Берн              | Нідерланди         | 3 – 0                   | Італія               | ЧЄ 2008 - 1-й етап    | -    |          |
| 20/08/2008 | Ніцца             | Італія             | 2 – 2                   | Австрія              | товариський матч      | -    |          |
| 06/09/2008 | Ларнака           | Кіпр               | 1 – 2                   | Італія               | Відбір до ЧС 2010     | -    |          |
| 07/10/2011 | Белград           | Сербія             | 1 – 1                   | Італія               | Відбір до ЧЄ 2012     | -    |          |
| 11/10/2011 | Пескара           | Італія             | 3 – 0                   | Північна Ірландія    | Відбір до ЧЄ 2012     | -    |          |
| 29-2-2012  | Генуя             | Італія             | 0 – 1                   | США                  | товариський матч      | -    |          |
| 1-6-2012   | Цюрих             | Італія             | 0 – 3                   | Росія                | товариський матч      | -    |          |
| 18-6-2012  | Познань           | Італія             | 2 – 0                   | Ірландія             | ЧЄ 2012 - 1-й етап    | -    |          |
| 24-6-2012  | Київ              | Англія             | 0 – 0 д.ч. (2 - 4 п.п.) | Італія               | ЧЄ 2012 - чвертьфінал | -    | 82'      |
| 28-6-2012  | Варшава           | Німеччина          | 1 – 2                   | Італія               | ЧЄ 2012 - півфінал    | -    |          |
| 1-7-2012   | Київ              | Іспанія            | 4 – 0                   | Італія               | ЧЄ 2012 - Фінал       | -    | 45'      |
| 7-9-2012   | Софія             | Болгарія           | 2 – 2                   | Італія               | Відбір до ЧС 2014     | -    |          |
| 11-9-2012  | Модена            | Італія             | 2 – 0                   | Мальта               | Відбір до ЧС 2014     | -    |          |
| 12-10-2012 | Єреван            | Вірменія           | 1 – 3                   | Італія               | Відбір до ЧС 2014     | -    |          |
| 16-10-2012 | Мілан             | Італія             | 3 – 1                   | Данія                | Відбір до ЧС 2014     | -    |          |
| 14-11-2012 | Парма             | Італія             | 1 – 2                   | Франція              | товариський матч      | -    | 46'      |
| 6-2-2013   | Амстердам         | Нідерланди         | 1 – 1                   | Італія               | товариський матч      | -    | 74'      |
| 21-3-2013  | Женева            | Італія             | 2 – 2                   | Бразилія             | товариський матч      | -    |          |
| 26-3-2013  | Та-Калі           | Мальта             | 0 – 2                   | Італія               | Відбір до ЧС 2014     | -    |          |
| 7-6-2013   | Прага             | Чехія              | 0 – 0                   | Італія               | Відбір до ЧС 2014     | -    |          |
| 16-6-2013  | Ріо-де-Жанейро    | Мексика            | 1 – 2                   | Італія               | Кубок Конфедерацій    | -    | 33'      |
| 19-6-2013  | Ресіфі            | Італія             | 4 – 3                   | Японія               | Кубок Конфедерацій    | -    |          |
| 27-6-2013  | Форталеза         | Іспанія            | 0 – 0 д.ч. (7 - 6 п.п.) | Італія               | Кубок Конфедерацій    | -    | 46'      |
| 15-11-2013 | Мілан             | Італія             | 1 – 1                   | Німеччина            | товариський матч      | -    | 71'      |
| 5-3-2014   | Мадрид            | Іспанія            | 1 – 0                   | Італія               | товариський матч      | -    |          |
| 14-6-2014  | Манаус            | Англія             | 1 – 2                   | Італія               | ЧС 2014 - 1-й етап    | -    |          |
| 20-6-2014  | Ресіфі            | Італія             | 0 – 1                   | Коста-Рика           | ЧС 2014 - 1-й етап    | -    |          |
| 24-6-2014  | Натал             | Італія             | 0 – 1                   | Уругвай              | ЧС 2014 - 1-й етап    | -    |          |
| 28-3-2015  | Софія             | Болгарія           | 2 – 2                   | Італія               | Відбір до ЧЄ 2016     | -    |          |
| 13-10-2015 | Рим               | Італія             | 2 – 1                   | Норвегія             | Відбір до ЧЄ 2016     | -    | 72'      |
| 13-11-2015 | Брюссель          | Бельгія            | 3 – 1                   | Італія               | товариський матч      | -    | 90+2'    |
| 17-11-2015 | Болонья           | Італія             | 2 – 2                   | Румунія              | товариський матч      | -    |          |
| 29-5-2016  | Та-Калі           | Італія             | 1 – 0                   | Шотландія            | товариський матч      | -    |          |
| 6-6-2016   | Верона            | Італія             | 2 – 0                   | Фінляндія            | товариський матч      | -    |          |
| 13-6-2016  | Ліон              | Бельгія            | 0 – 2                   | Італія               | ЧЄ 2016 - 1-й етап    | -    |          |
| 17-6-2016  | Тулуза            | Італія             | 1 – 0                   | Швеція               | ЧЄ 2016 - 1-й етап    | -    |          |
| 22-6-2016  | Лілль             | Італія             | 0 – 1                   | Ірландія             | ЧЄ 2016 - 1-й етап    | -    | 78'      |
| 27-6-2016  | Сен-Дені          | Італія             | 2 – 0                   | Іспанія              | ЧЄ 2016 - 1/8 фіналу  | -    |          |
| 2-7-2016   | Бордо             | Німеччина          | 1 – 1 д.ч. (6 - 5 п.п.) | Італія               | ЧЄ 2016 - чвертьфінал | -    |          |
| 1-9-2016   | Барі              | Італія             | 1 – 3                   | Франція              | товариський матч      | -    | 46'      |
| 5-9-2016   | Хайфа             | Ізраїль            | 1 – 3                   | Італія               | Відбір до ЧС 2018     | -    |          |
| 6-10-2016  | Турин             | Італія             | 1 – 1                   | Іспанія              | Відбір до ЧС 2018     | -    |          |
| 9-10-2016  | Скоп'є            | Північна Македонія | 2 – 3                   | Італія               | Відбір до ЧС 2018     | -    |          |
| 24-3-2017  | Палермо           | Італія             | 2 – 0                   | Албанія              | Відбір до ЧС 2018     | -    |          |
| 7-6-2017   | Ніцца             | Італія             | 3 – 0                   | Уругвай              | товариський матч      | -    | 78'      |
| 11-6-2017  | Удіне             | Італія             | 5 – 0                   | Ліхтенштейн          | Відбір до ЧС 2018     | -    |          |
| 2-9-2017   | Мадрид            | Іспанія            | 3 – 0                   | Італія               | Відбір до ЧС 2018     | -    |          |
| 5-9-2017   | Реджо-нель-Емілія | Італія             | 1 – 0                   | Ізраїль              | Відбір до ЧС 2018     | -    |          |
| 6-10-2017  | Турин             | Італія             | 1 – 1                   | Північна Македонія   | Відбір до ЧС 2018     | -    | 46'      |
| 10-11-2017 | Стокгольм         | Швеція             | 1 – 0                   | Італія               | Відбір до ЧС 2018     | -    |          |
| 13-11-2017 | Мілан             | Італія             | 0 – 0                   | Швеція               | Відбір до ЧС 2018     | -    | 22'      |
| Усього     |                   | Матчів (23 місце)  | 73                      |                      | Голів                 | 0    |          |

## Титули і досягнення
- Чемпіон Німеччини (1):

«Вольфсбург»: 2008–09
- Чемпіон Італії (8):

«Ювентус»: 2011–12, 2012–13, 2013–14, 2014–15, 2015–16, 2016–17, 2017–18, 2018–19
- Володар Кубка Італії (4):

«Ювентус»: 2014-15, 2015-16, 2016-17, 2017-18
- Володар Суперкубка Італії (4):

«Ювентус»: 2012, 2013, 2015, 2018
- Фіналіст Ліги чемпіонів (1):

«Ювентус»: 2014-15
- Чемпіон світу (1): 2006
- Чемпіон Європи з футболу серед молодіжних команд: 2004
- Бронзовий олімпійський призер: 2004
- Віце-чемпіон Європи: 2012